# Hypsauchenia
Hypsauchenia ist eine Gattung der Buckelzirpen aus der Unterfamilie der Centrotinae, die in der östlichen Paläarktis und Indomalaischen Region vorkommt. Es sind fünf Arten dieser Gattung bekannt.

## Merkmale
Die Zirpen sind bizarr geformt, mit einem sehr großen nach vorne, oben gebogenen Fortsatz des Pronotums, der meist an der Spitze gegabelt ist. Der nach hinten gerichtete Fortsatz ist meistens gerade und hat einen mehr oder weniger deutlichen, dorsalen Höcker. Der Kopf ist dreilappig, etwa so breit wie hoch.
Manche Arten der Gattung Cladonota (z. Bsp. Cladonota apicalis) sehen ähnlich aus. Dass die beiden Gattungen jedoch näher verwandt sind, ist nicht anzunehmen. Die Art H. hardwickii wird ebenso wie Cladonota apicalis im Englischen wegen ihrer auffälligen Form manchmal auch „Horseshoe-shaped Treehopper“ genannt.

## Die Arten und ihre Verbreitung
(nach )
- Hypsauchenia ananthakrishnani Ananthasubramanian, 1996: Indien[5]
- Hypsauchenia aspera Buckton, 1903: Indien
- Hypsauchenia chinensis Chou, 1975: China
- Hypsauchenia hardwickii (Kirby, 1829): Indien, Myanmar, Sri Lanka, China, Nepal (Synonym: H. ballista)
- Hypsauchenia subfusca Buckton, 1903: Indien, Nepal

## Lebensweise
Die Hypsauchenia-Zikaden kommen meist einzeln vor, sie sind oft mit Ameisen vergesellschaftet. Die Zikaden leben auf Pflanzen der folgenden Familien, Asteraceae, Euphorbiaceae, Magnoliaceae, Salicaceae, von deren Phloem sie sich ernähren.